# Église Saint-Nicolas de Babenhausen
Pour les articles homonymes, voir Église Saint-Nicolas.
L’église Saint-Nicolas de Babenhausen est un lieu dévolu au culte luthérien depuis 1545. La ville de Babenhausen est située en Hesse (Allemagne) non loin de la ville de Hanau. Les origines de cet édifice de style gothique remontent au Moyen Âge mais de nombreux réaménagements se sont succédé au cours des siècles. Les dépouilles mortelles des trois premiers comtes de Hanau-Lichtenberg reposent dans la crypte mais leur souvenir est rappelé dans le chœur par d'imposantes dalles funéraires en grès.

## Localisation

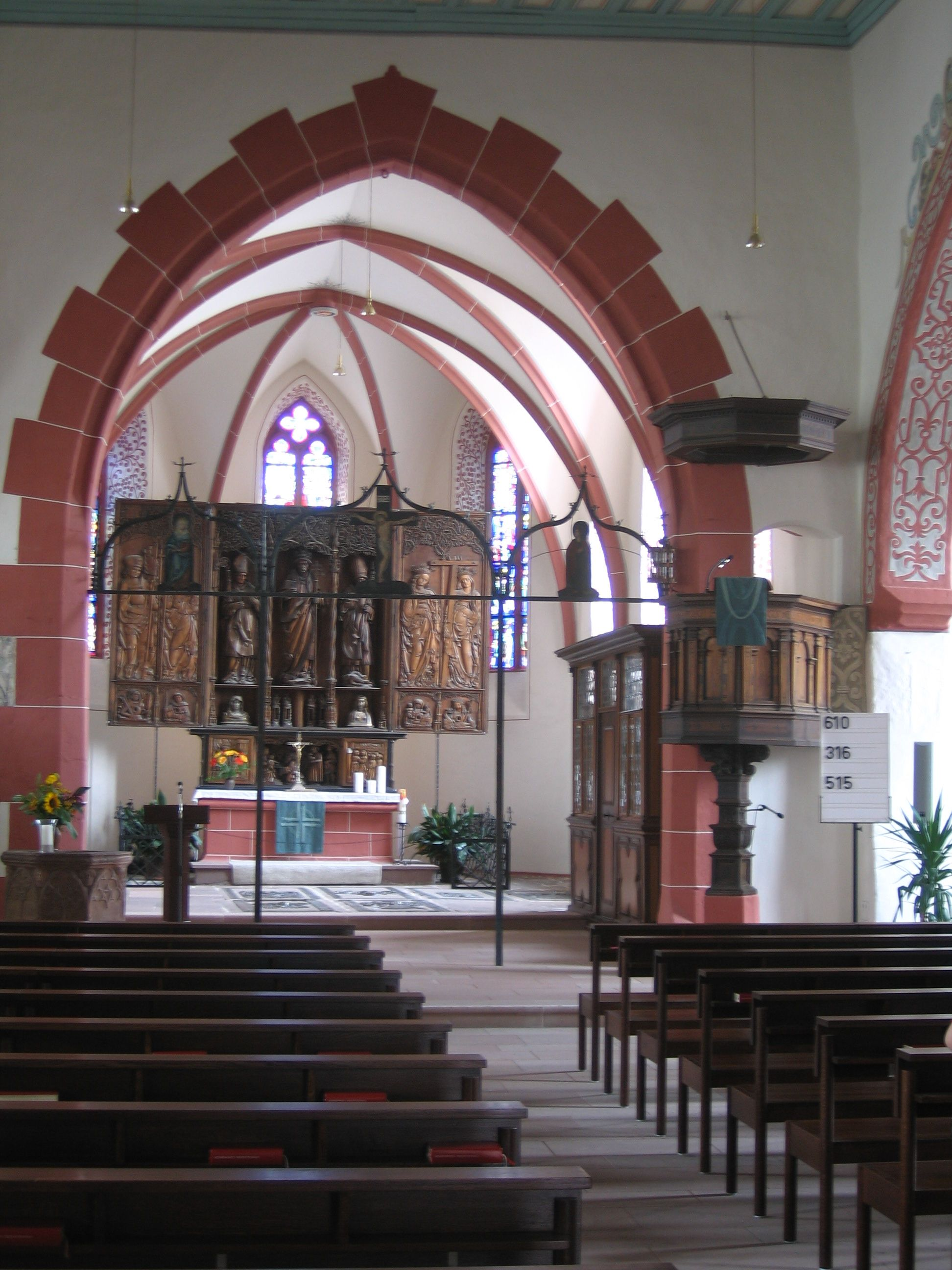
Vue sur le chœur et son retable depuis la nef.

La petite ville de Babenhausen (environ 16 000 habitants) est située en Allemagne dans le Land de Hesse, au sud de la ville de Hanau et au sud-est de la ville de Francfort-sur-le-Main. L'église Saint-Nicolas se trouve plus précisément dans le centre-ville de Babenhausen, en face de la place du Marché (Marktplatz).

## Historique

### Moyen Âge
À l'origine, l'église de Babenhausen n'était qu'une filiale d'Altdorf. Ce n'est qu'à partir de 1339 que Babenhausen fut érigée en paroisse autonome avec les villages de Langenbrücken et Zell comme dépendances ; les sires de Hanau détenaient les droits de patronage. La Réforme luthérienne fut introduite en 1545 par Erasmus Alberus par la volonté du comte Philippe IV de Hanau-Lichtenberg. Entre 1777 et 1796, sous l'autorité du Landgrave de Hesse-Cassel, la chaire pastorale fut placée sous la Réforme calviniste.  Après 1807, plus aucun culte calviniste ne fut célébré en ce lieu.
Une première église a sans doute été construite durant la première moitié du XIIIe siècle. Mais la première mention certaine de cet édifice ne remonte qu'à un document daté de 1262. De ce bâtiment plus rien n'apparaît dans la structure contemporaine hormis la partie inférieure de la tour romane. L'église primitive a été rasée durant le XIVe siècle puis reconstruite en deux étapes. La première phase, commencée en 1383 comprend la construction d'un chœur avec une voûte en croisée d'ogive. Si ce chœur gothique a été préservé, les arcs actuels ne remontent qu'à l'année 1939, ceux d'origine ayant disparu au cours du XVIe siècle. En 1400, le chœur fut ajouré d'une chapelle latérale.

### Renaissance

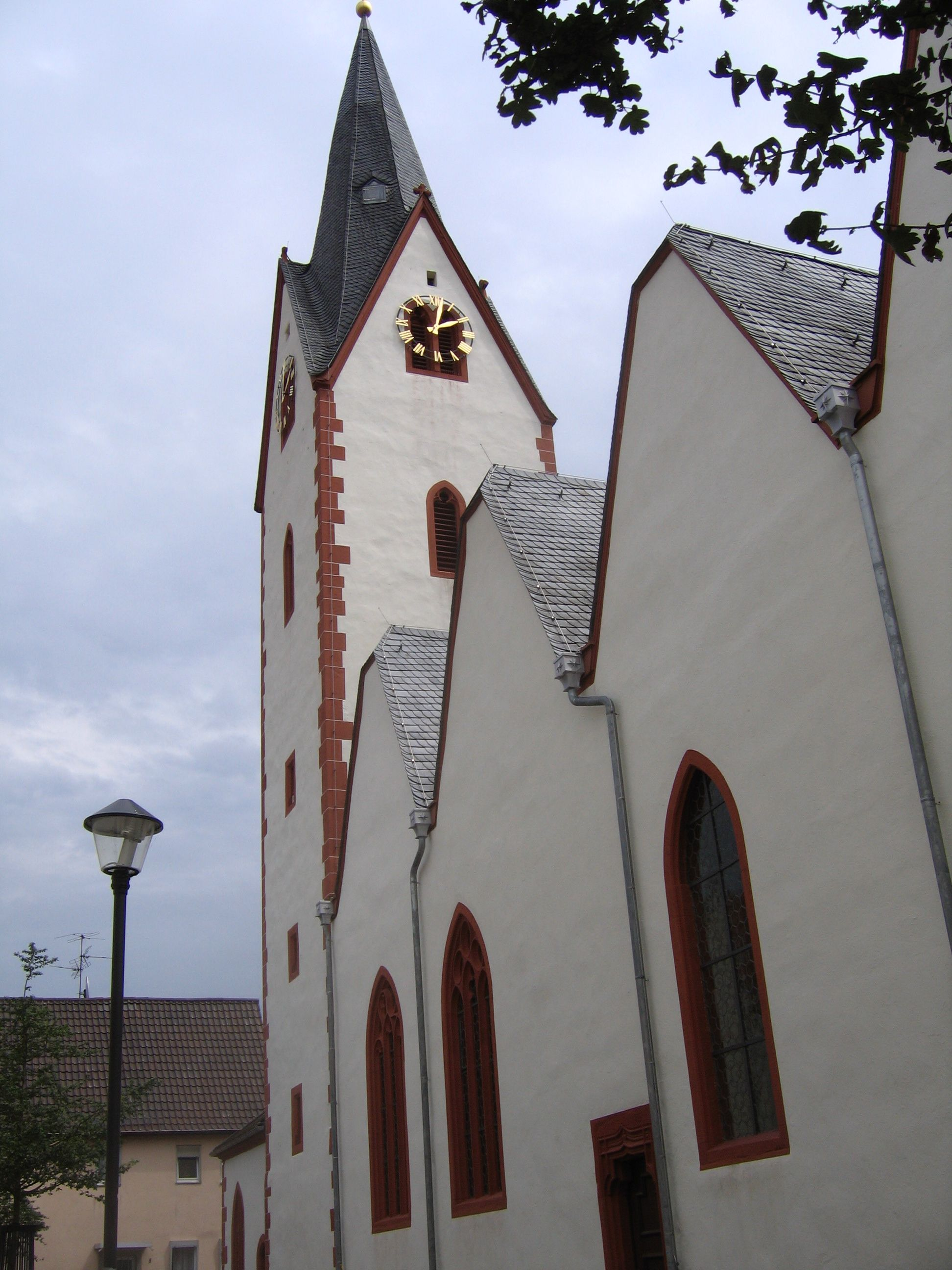
Vue extérieure sur la façade nord.

En 1458, le comté de Hanau est divisé en deux entités. Le territoire situé autour de la ville de Babenhausen revient à Philippe l'Ancien. Cette branche cadette de la famille de Hanau se fera connaître après 1480 sous le nom de Hanau-Lichtenberg. Babenhausen devient la ville résidentielle de Philippe et l'église Saint-Nicolas doit refléter ce nouveau statut. En 1472 débute alors la seconde phase de construction avec l'édification d'une nef de style gothique. Son type est pseudo-basilical avec quatre travées à plafond plat. Quelques peintures du Moyen Âge ont été préservées, les plus anciennes remontant au XIVe siècle.
Des modifications significatives ont été réalisées après l'introduction de la Réforme luthérienne. À partir de 1557, l'intérieur est modifié. En 1561, ont ajoute des galeries sur les trois côtés de la nef (collatéraux et narthex). Plus tard, en 1594, Johann Reinhard Ier, héritier de la charge comtale, fait repeindre la nef et installer une chaire pour les besoins de la prédication.

### Temps modernes

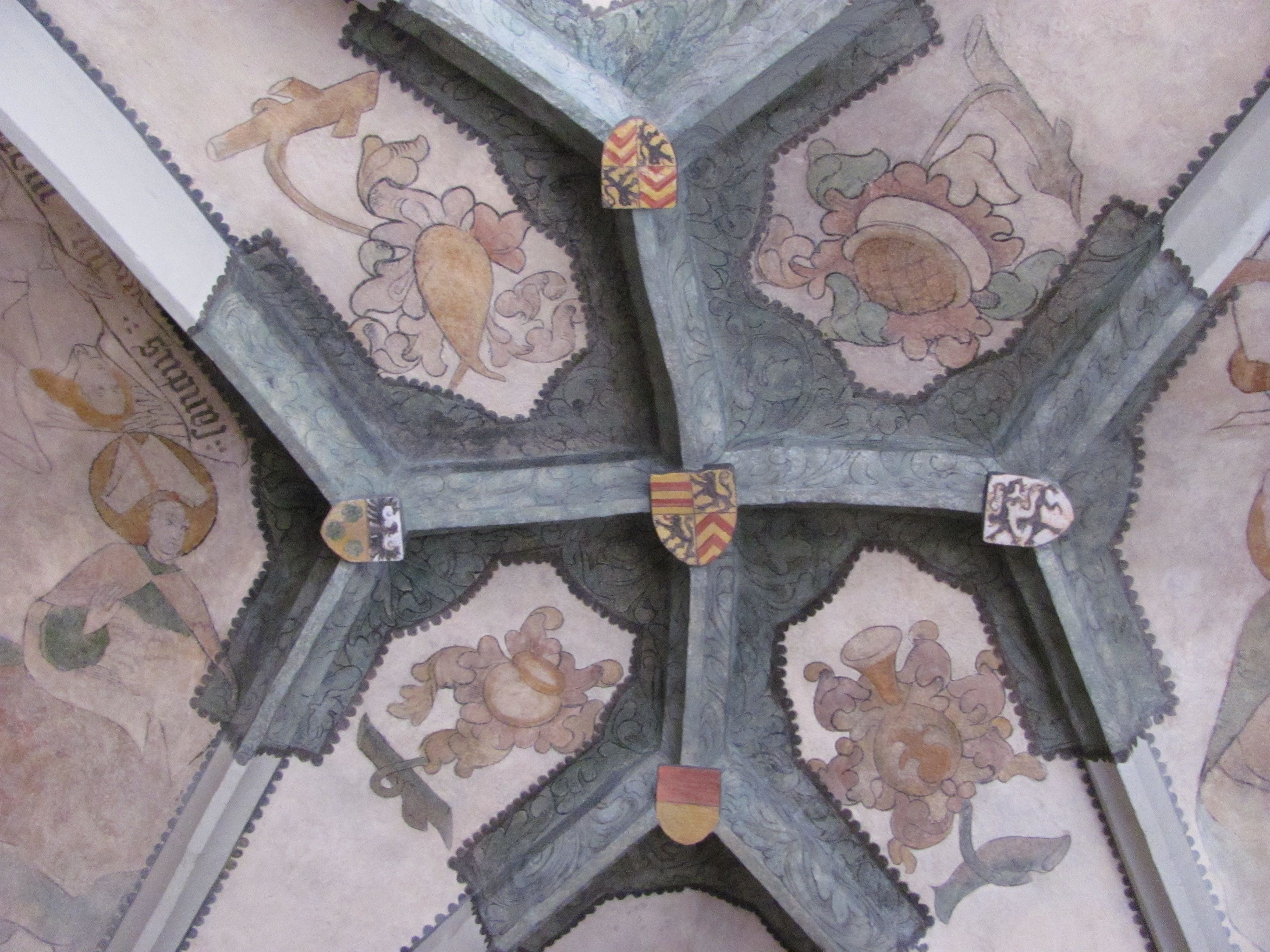
Blasons sur la clef de voute de la sacristie.

En 1608, un ouragan détruit le clocher. Sa reconstruction se prolonge jusqu'en 1614. Deux cents ans plus tard, en 1811, le clocher est à nouveau détruit, cette fois par un incendie. En 1861, le sol de l'église est surélevé de quarante-huit centimètres pour le mettre au niveau du pavage de la place du Marché qui environne l'extérieur l'église.
En 1939 et 1940 est menée une vaste rénovation de l'intérieur. Les galeries sont enlevées, hormis le niveau inférieur de la loge seigneuriale située sur le côté nord. Cependant, peu après, l'église a été fortement endommagée par les bombardements de la Seconde Guerre mondiale.

## Intérieur

### Peintures murales

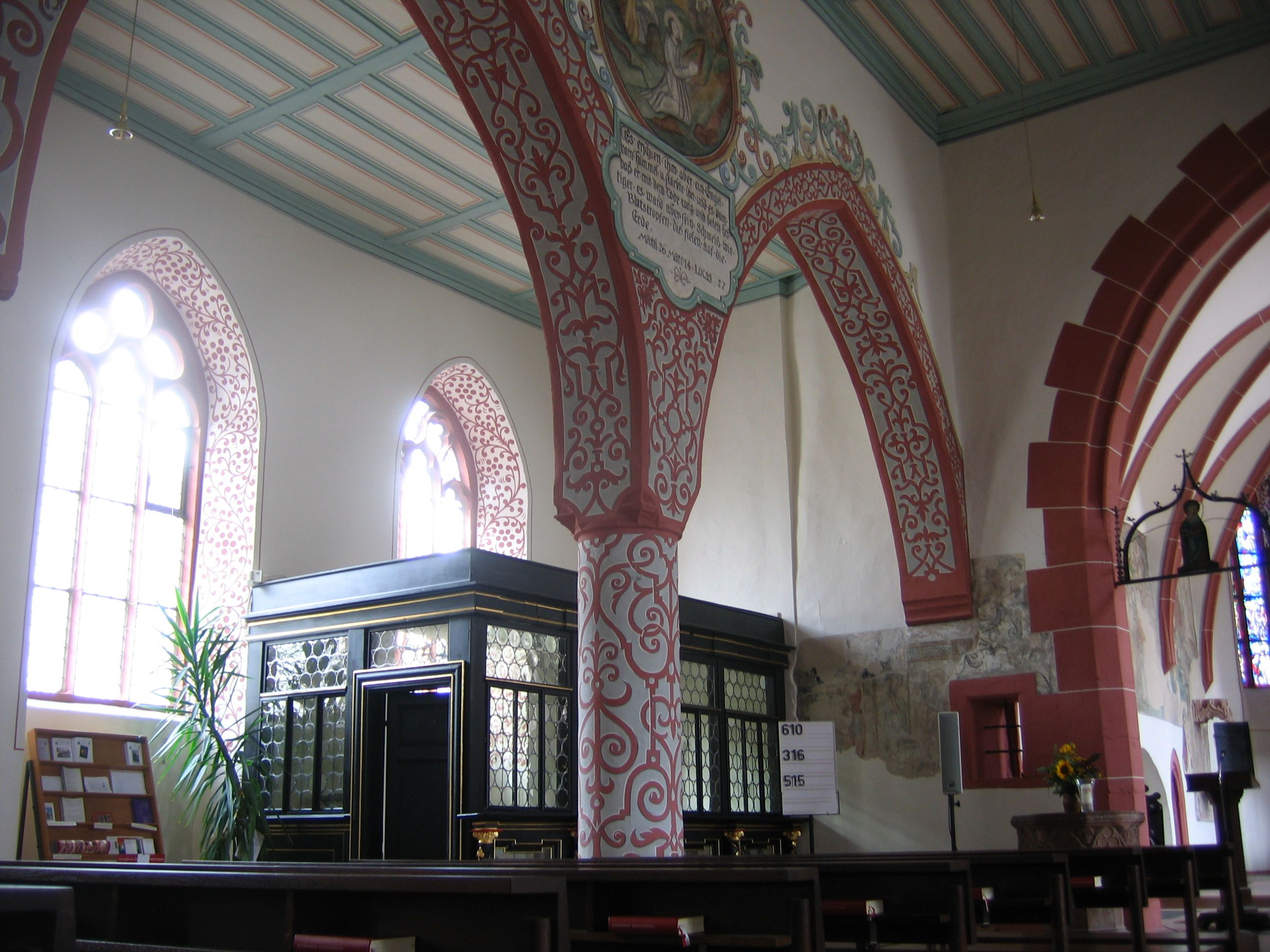
Vue sur la loge seigneuriale dans la nef, côté nord.

Les peintures murales datent de différentes époques. La plus ancienne représente la mort de Marie et le Jugement dernier.  Elle se trouve sur le mur septentrional du chœur. D'après ses caractéristiques stylistiques, elle date vraisemblablement du dernier quart du XIVe siècle.
La nef a été équipée à partir de 1480 d'un programme iconographique complet dont des restes ont été conservés et remis en valeur lors de la dernière rénovation. Cependant, elles sont en partie toujours recouvertes par des peintures plus récentes.
Le conseil presbytéral a ainsi fait couvrir à nouveau certaines peintures murales en 1722, remises à nu lors de la rénovation de 1939-1940. Parmi les peintures plus récentes, on peut citer les peintures de style maniériste qui recouvrent les piliers et les arcs de la nef depuis 1590 mais aussi les médaillons peints par l'artiste Eberhard Fischer vers 1620.

### Autel

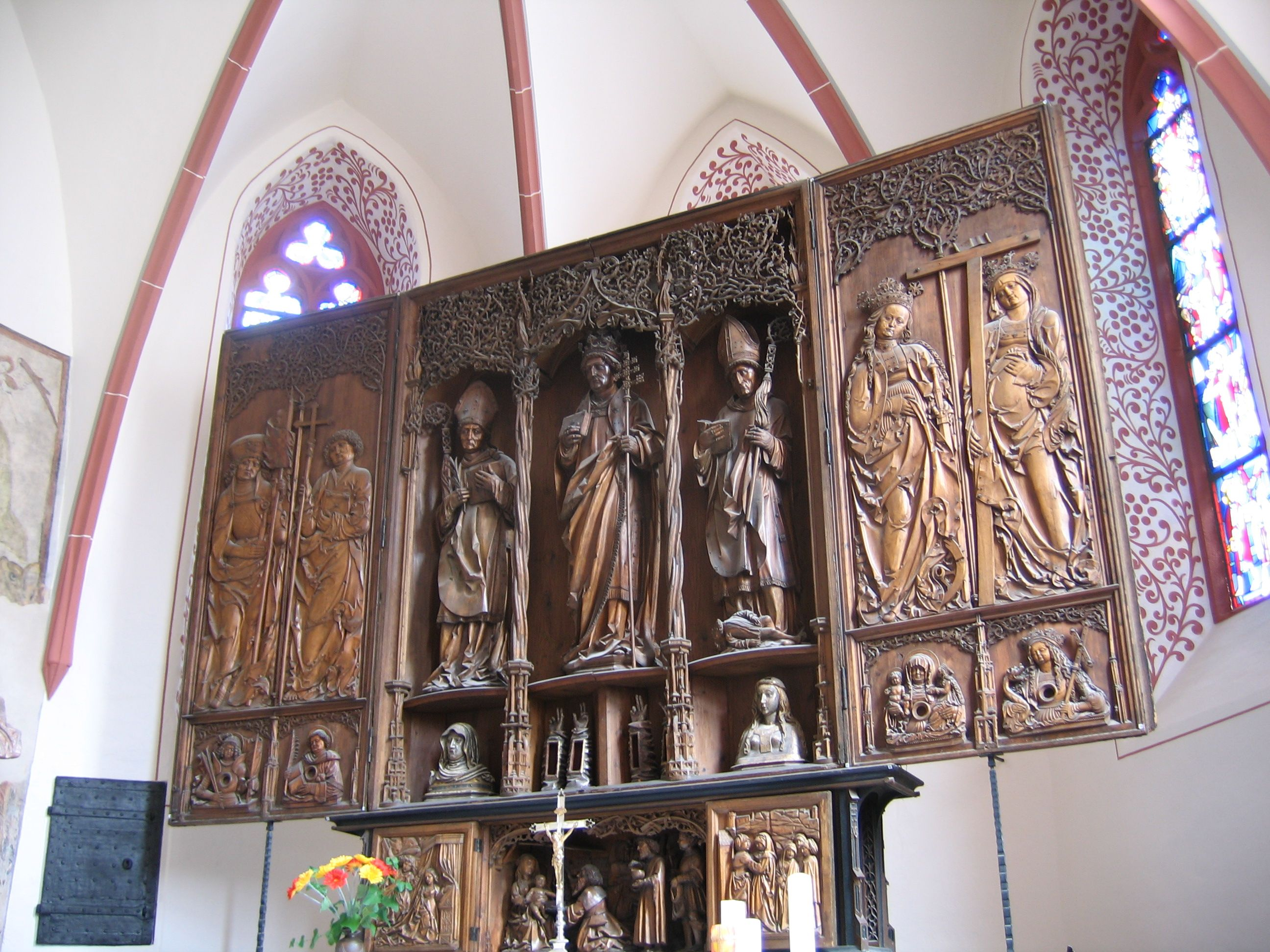
Le retable ouvert

L'autel en bois sculpté est la pièce la plus précieuse de l'équipement de l'église. Ce retable est un ex-voto offert par Sibylle de Baden-Sponheim (de) (1485-1518), l'épouse du comte Philippe III de Hanau-Lichtenberg. Tous deux sont enterrés dans l'église. Jusqu'en 1513, le couple n'avait donné naissance qu'à des filles. La comtesse avait alors prononcé le vœu d'offrir un retable à l'église Saint-Nicolas si un héritier mâle lui venait à naître, chose faite en 1514 avec la naissance de Philippe IV.
L'autel est un retable sculpté. Il est l'une des principales œuvres d'art de la zone rhénane de cette période. L'artiste est inconnu. Des spécialistes en histoire de l'art ont proposé les noms de Matthias Grünewald, Hans Backoffen et Tilman Riemenschneider. L'autel a été sculpté en bois de tilleul et aurait été achevé en 1518. Il est aussi l'un des rares autels reliquaires à avoir été conservé.
Lorsque le retable est ouvert, on peut voir les représentations en grandeur nature de plusieurs personnages sculptés en bas relief (de gauche à droite): Bernard II de Bade, Philippe l'Apôtre, saint Nicolas, le pape Grégoire le Grand, saint Valentin, sainte Catherine et sainte Hélène. En dessous d'eux se trouvent une série de bustes reliquaires. De gauche à droite, saint Sébastien, saint Étienne, sainte Félicité et une sainte inconnue. Entre ces quatre reliquaires sont disposés d'autres reliquaires consacrés à sainte Lucie, sainte Anne et sainte Marguerite. La prédelle qui provient manifestement d'un autre atelier montre l'Adoration des Mages flanqué de l'Annonciation (gauche) et de la Visitation (droite).
Avec cette donation, la comtesse Sibylle montre sa piété ainsi que celle de sa famille. Son grand oncle paternel Bernard de Bade, reconnu pour son existence pieuse, fut canonisé au XVIIIe siècle.
Le retable fut démonté lors de l'introduction de la Réforme puis entreposé, sans dommages, durant 300 ans dans la tour du clocher. L’œuvre fut restaurée en 1861 puis placée à gauche du chœur. À partir de 1907, elle fut placée dans le côté sud de la nef de droite et enfin, à partir de 1940, exposée à son emplacement originel dans le chœur.

### Autres éléments
- Les fonts baptismaux datent du XVe siècle. Ils ont été enlevés de l'église lors de l'introduction de la Réforme pour être exposés dans le jardin du presbytère. Les fonts baptismaux ont ensuite été réinstallés dans l'église au cours du XIXe siècle.
- La loge seigneuriale, à l'extrémité orientale de la nef nord, est le dernier vestige de la galerie construite après la Réforme. Il y avait à l'origine deux étages, mais l'étage supérieur a été retiré en 1939.
- Les vitraux du chœur ont été installés entre 1954 et 1957.
- Le chœur est séparé de la nef par un portillon en fer forgé.

### Monuments funéraires

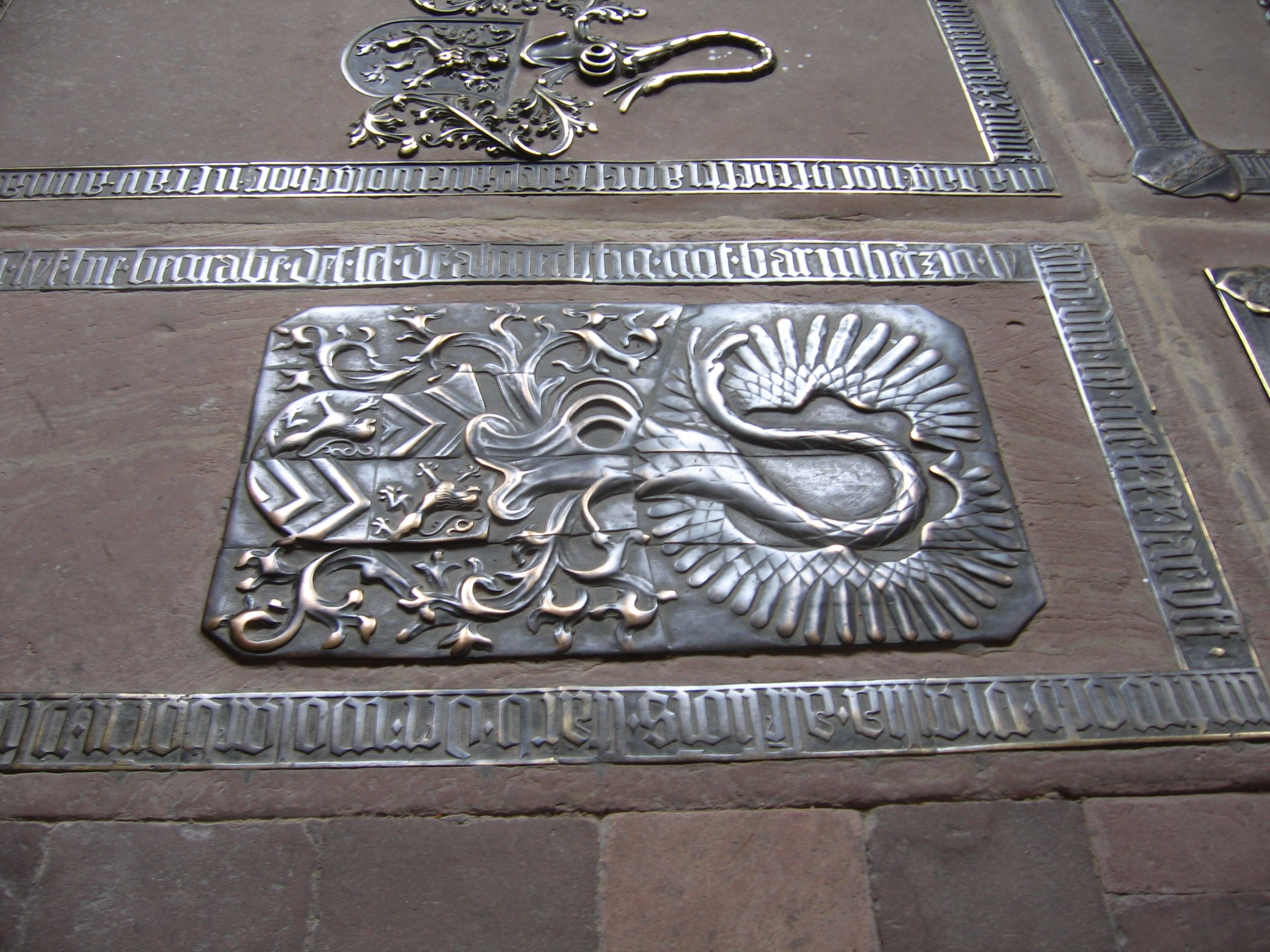
Pierre tombale de Philippe Ier l'Ancien, de Hanau-Lichtenberg.

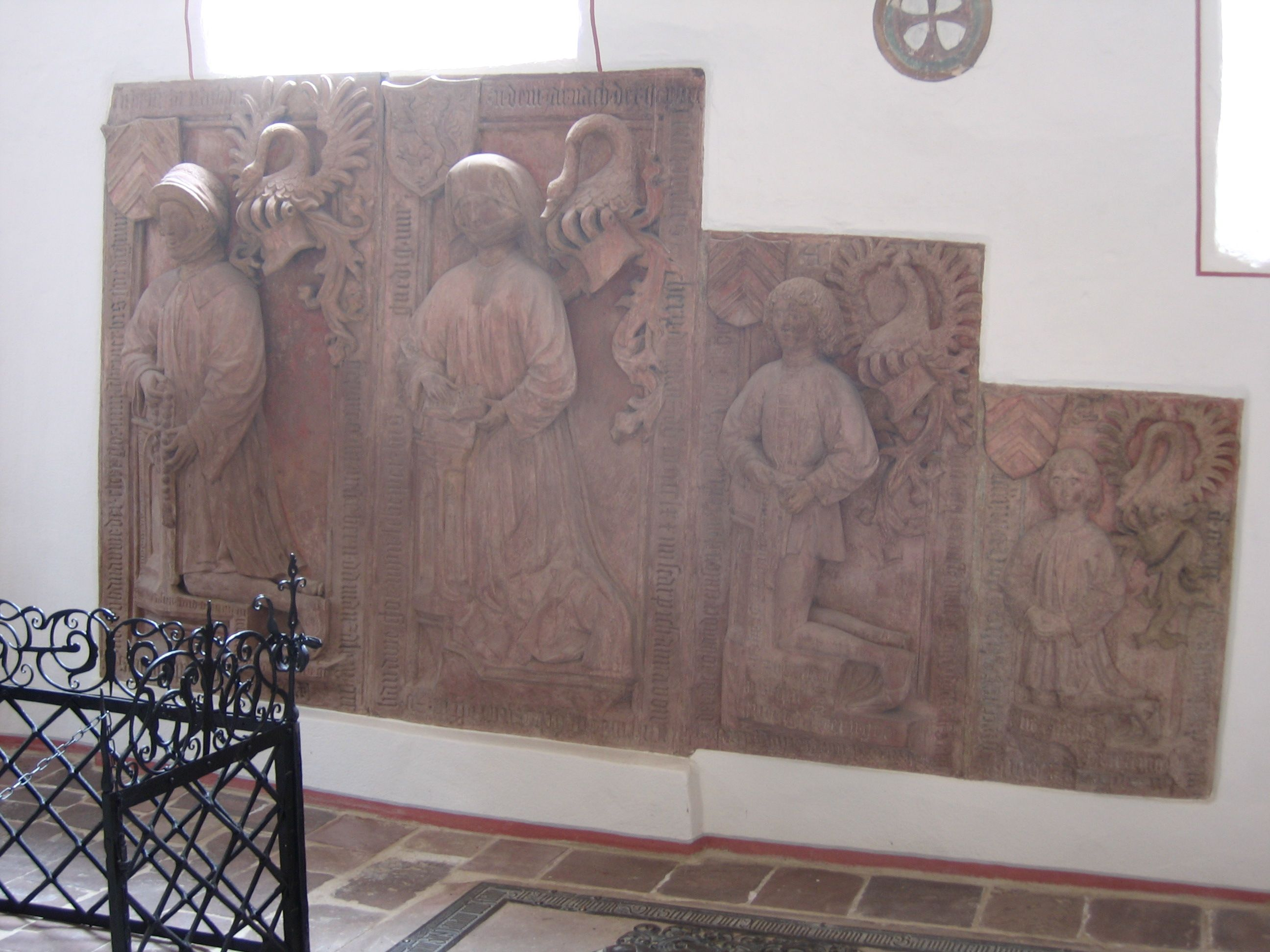
Épitaphes de Philippe Ier,l'Ancien, de Hanau-Lichtenberg, de son épouse Anne de Lichtenberg, et de leurs fils Johann et Dieter.

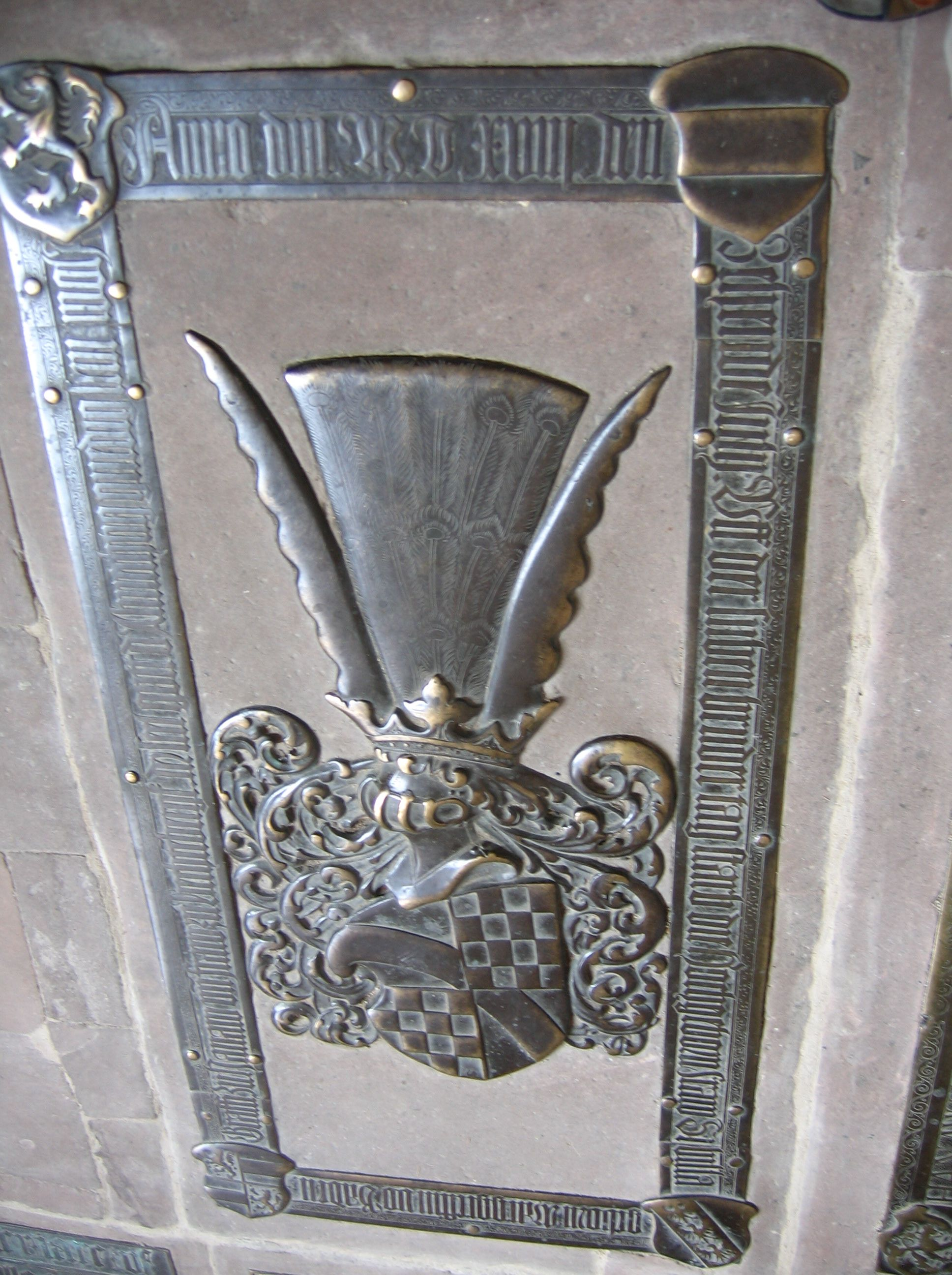
Pierre tombale de Sibylle de Bade.

À partir de 1475, l'église sert de lieu de sépulture pour les comtes de Hanau-Lichtenberg. Seize membres de cette famille reposent dans la crypte située sous le chœur. Certains d'entre eux ont leurs épitaphes et leurs pierres tombales exposées dans le chœur. On peut ainsi voir sur la paroi sud les remarquables épitaphes du comte Philippe I de Hanau-Lichtenberg, de sa femme Anne de Lichtenberg et de Johann et Dieter, leurs deux fils morts dans leur jeune âge. Sur le sol, devant l'autel, les pierres tombales de:
Philippe III de Hanau-Lichtenberg (rangée ouest)
Sibylle margrave de Bade-Sponheim, son épouse (rangée ouest)
Philippe Ier de Hanau-Babenhausen (rangée est)
Anne de Lichtenberg, son épouse (plage est)
Philippe II de Hanau-Lichtenberg (rangée est)
Anne de Isenbourg (de), son épouse (rangée est)
Jean de Hanau (au nord de l'autel)

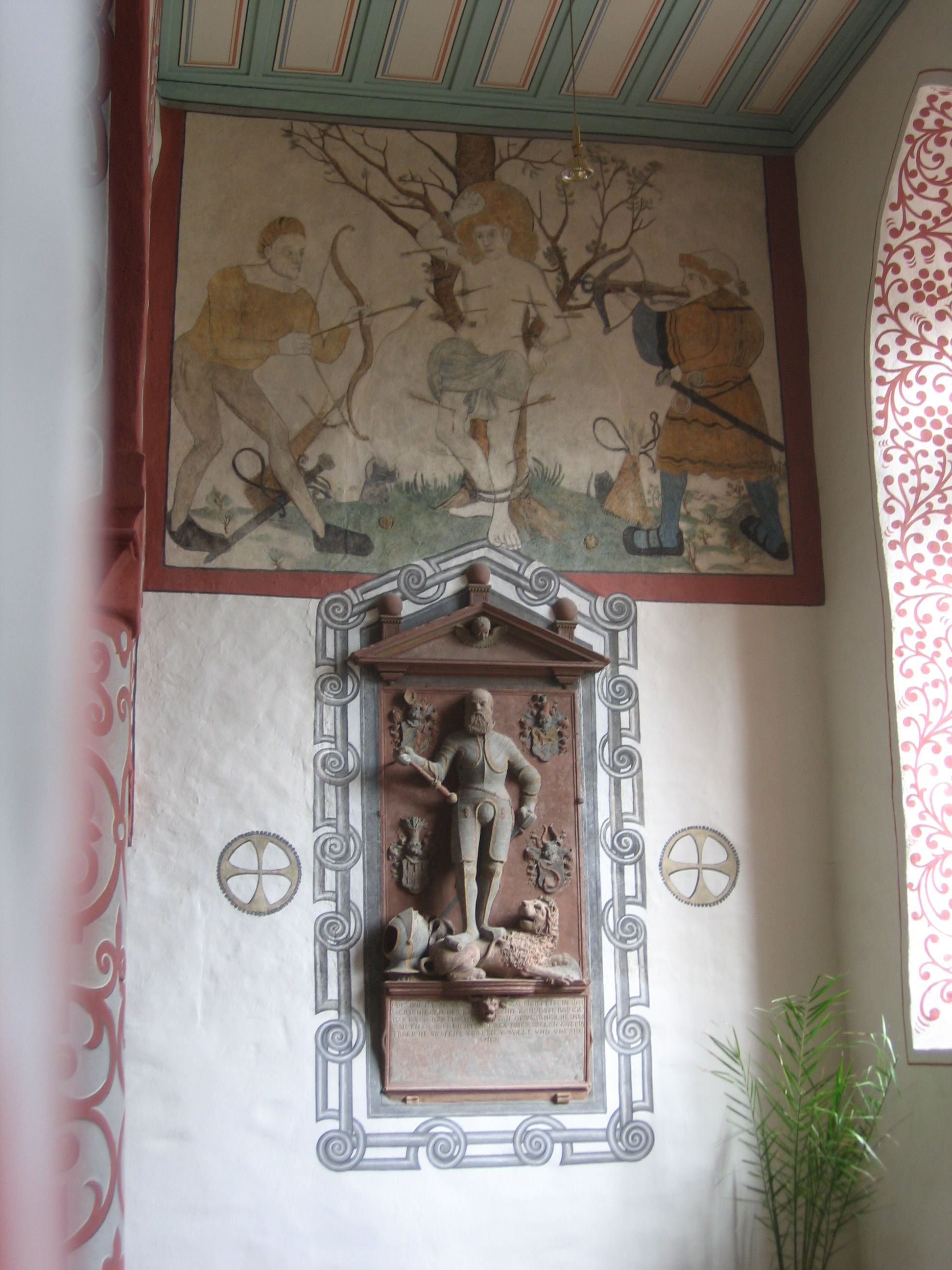
Monument funéraire du bailli Burkhard de Hertingshausen.

En outre, il y a dans l'église un certain nombre de tombes d'autres personnalités liées à la famille comtale. On peut ainsi souligner la présence du monument funéraire de style Renaissance du chevalier Burkhard de Hertingshausen décédé en 1570 (mur oriental de la partie sud de la nef).

## Rénovation
La récente rénovation de 2001-2006 a conduit à retrouver la hauteur d'origine du plancher. Les matériaux installés au cours du XIXe siècle ont en effet entrainé des problèmes d'humidité et d'infiltration. Le pavage de la place du Marché a été refait et son niveau réduit de près de cinquante centimètres. À l'intérieur de l'église, le dallage en grès a été refait à neuf et la maçonnerie endommagée rénovée. Les bancs ont été remplacés et on a installé un nouveau système de chauffage. Les peintures murales ont elles aussi été restaurées ; de même pour la toiture. 
Pour cette rénovation exemplaire, la paroisse de l'église Saint-Nicolas a été récompensée en 2009 par un prix de l'administration de la conservation du patrimoine du Land de Hesse.

### Photographies

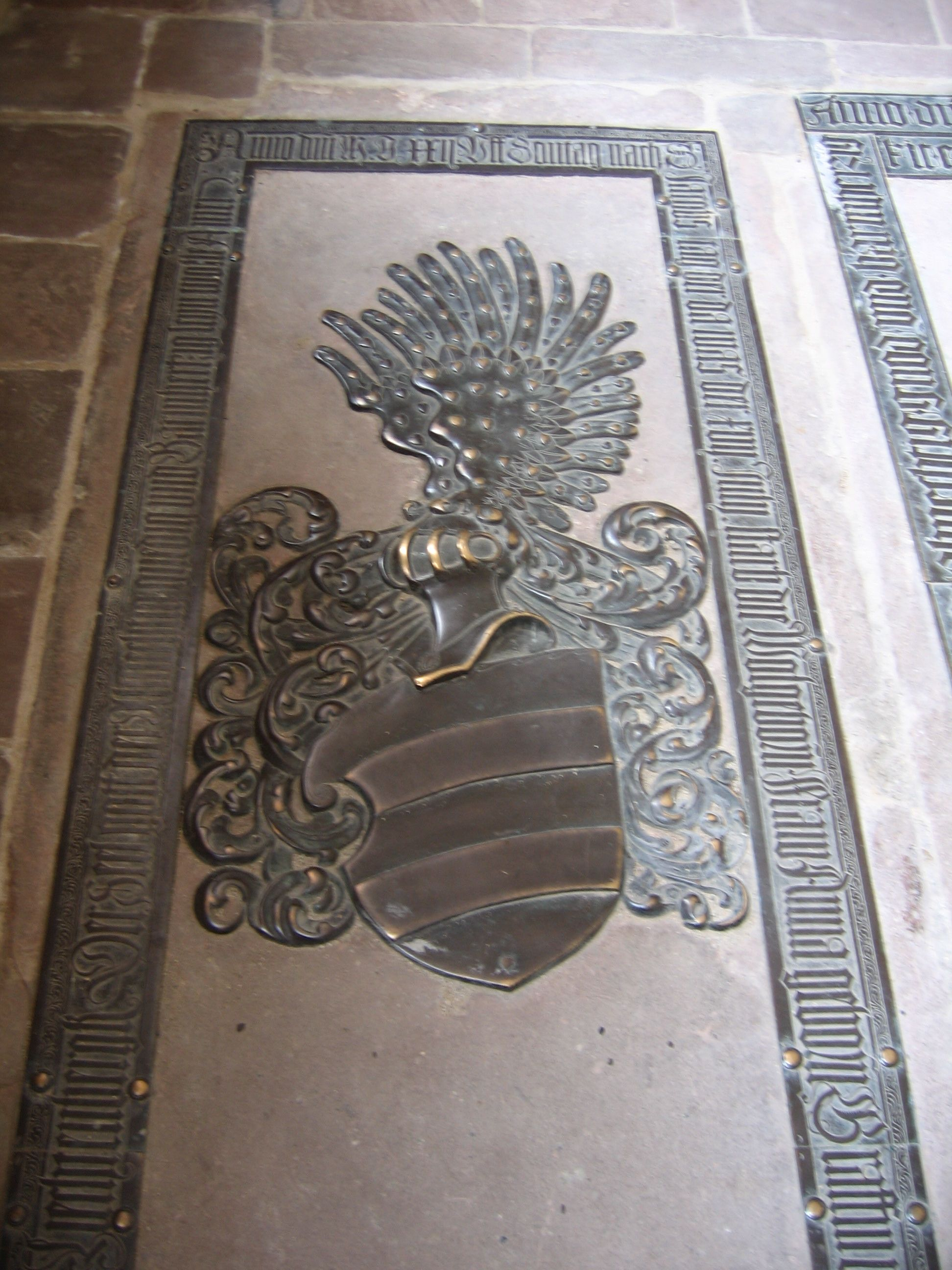
Dalle funéraire d'Anna de Isenbourg
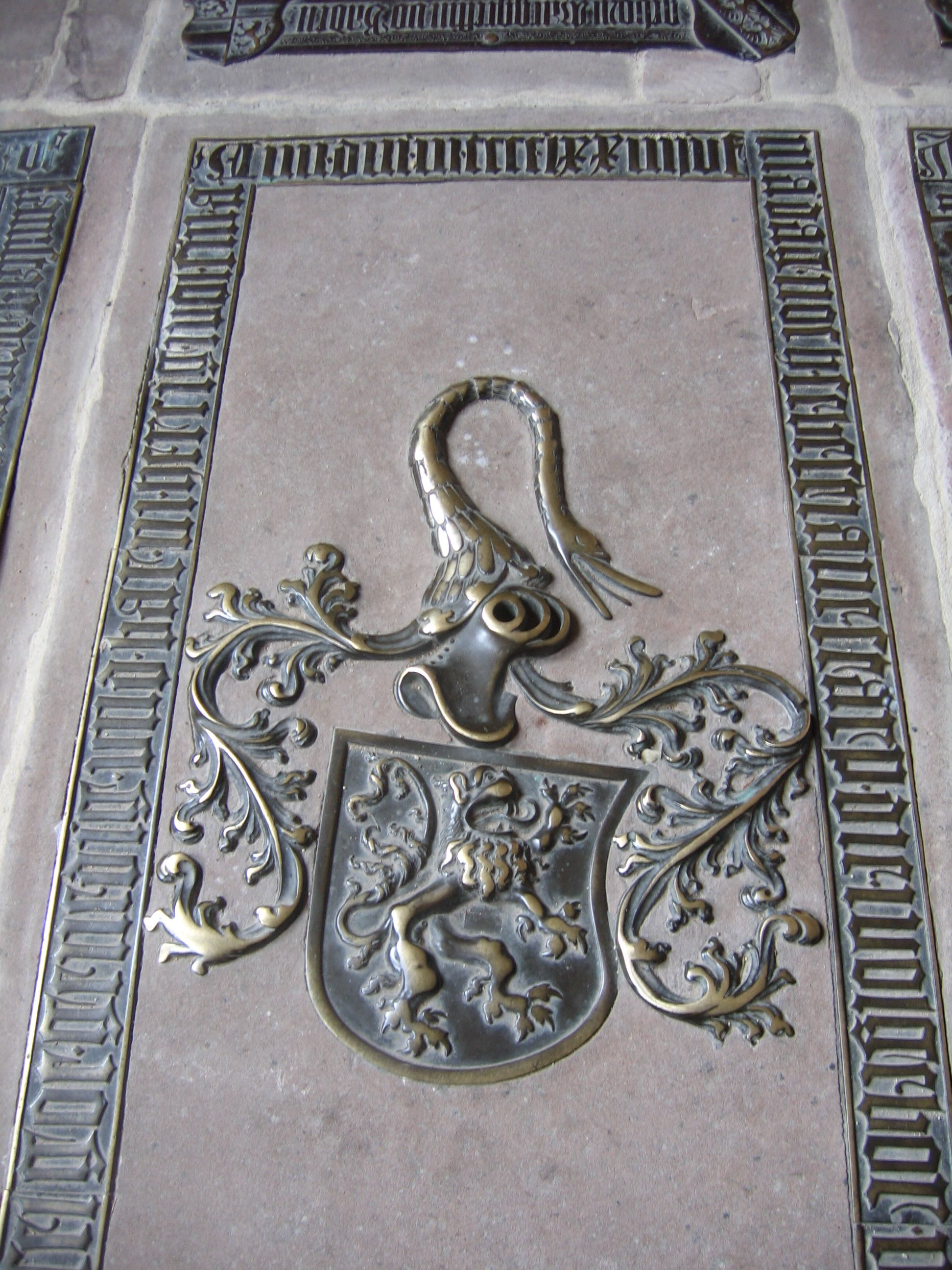
Dalle funéraire d'Anne de Lichtenberg
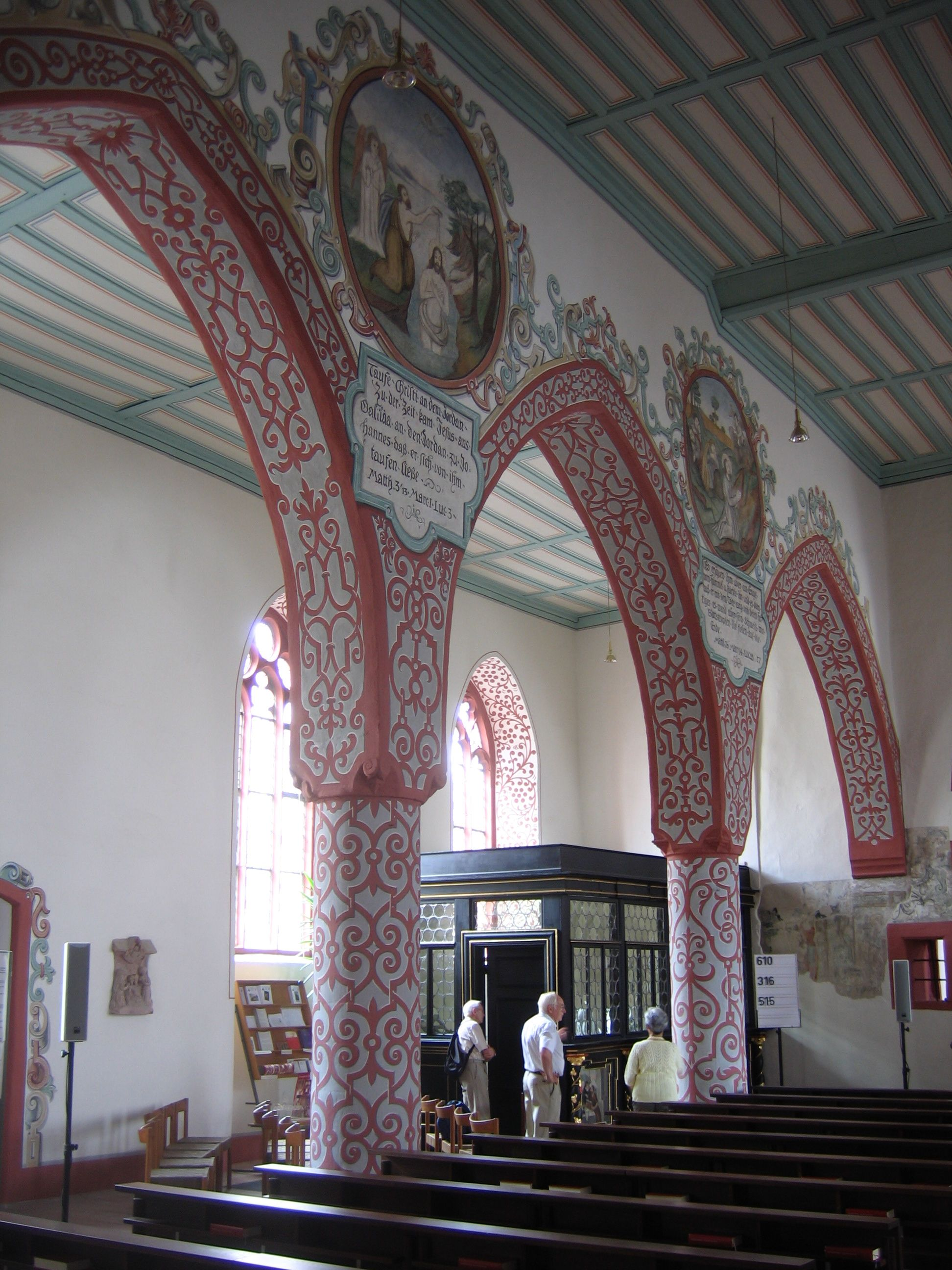
Vue sur la travée nord de la nef
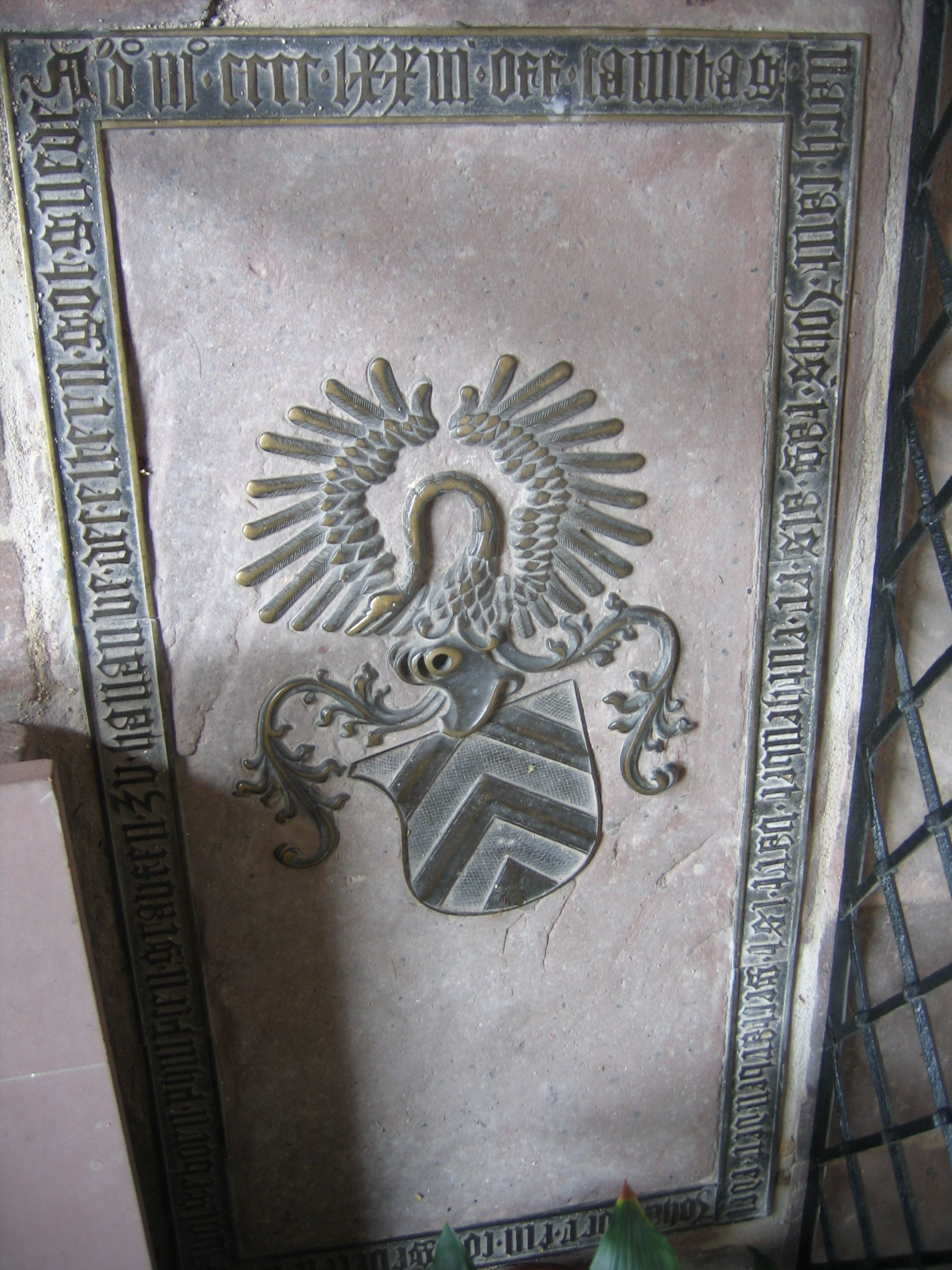
Dalle funéraire de Jean de Hanau-Lichtenberg
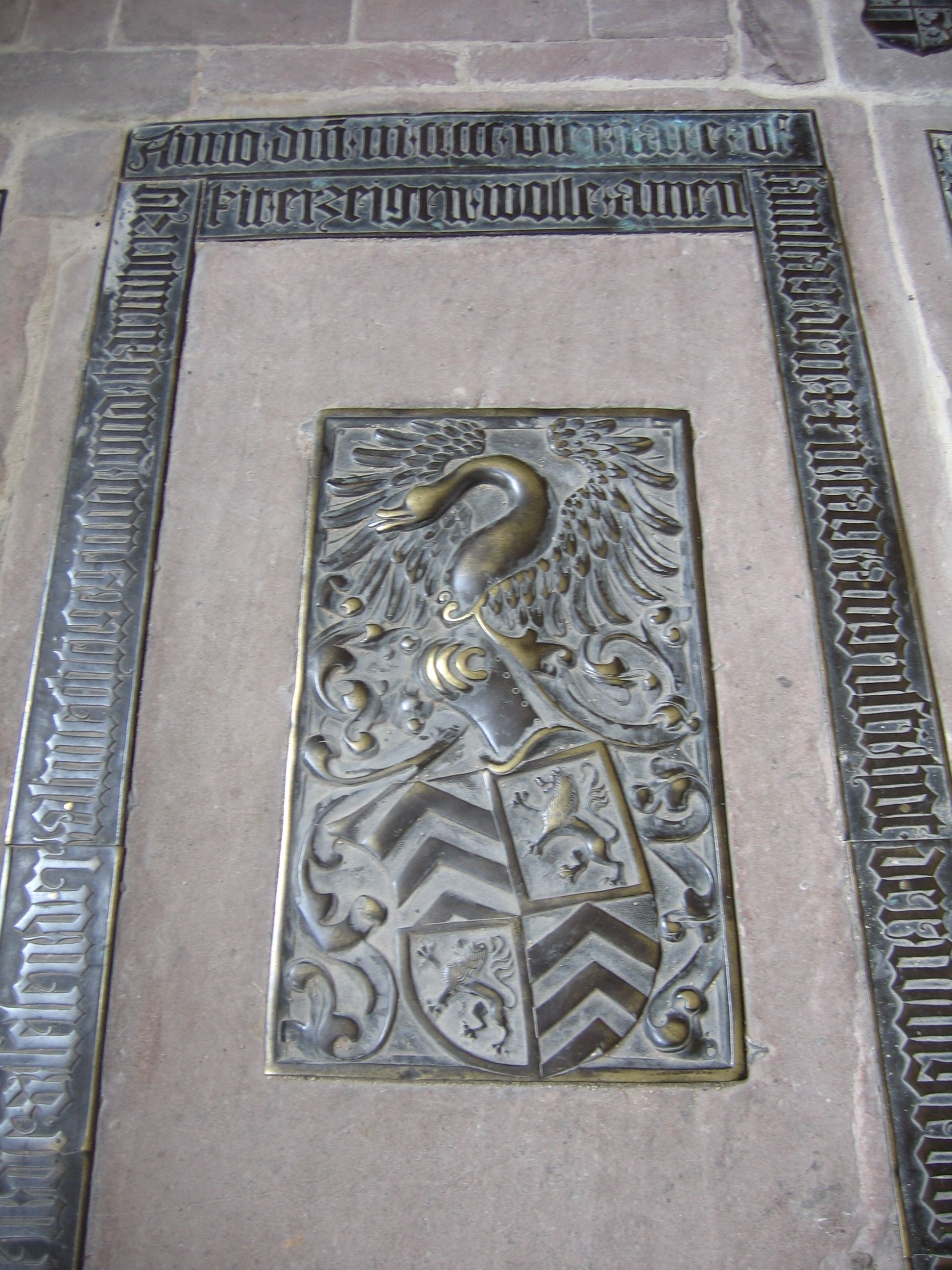
Dalle funéraire de Philippe II de Hanau-Lichtenberg
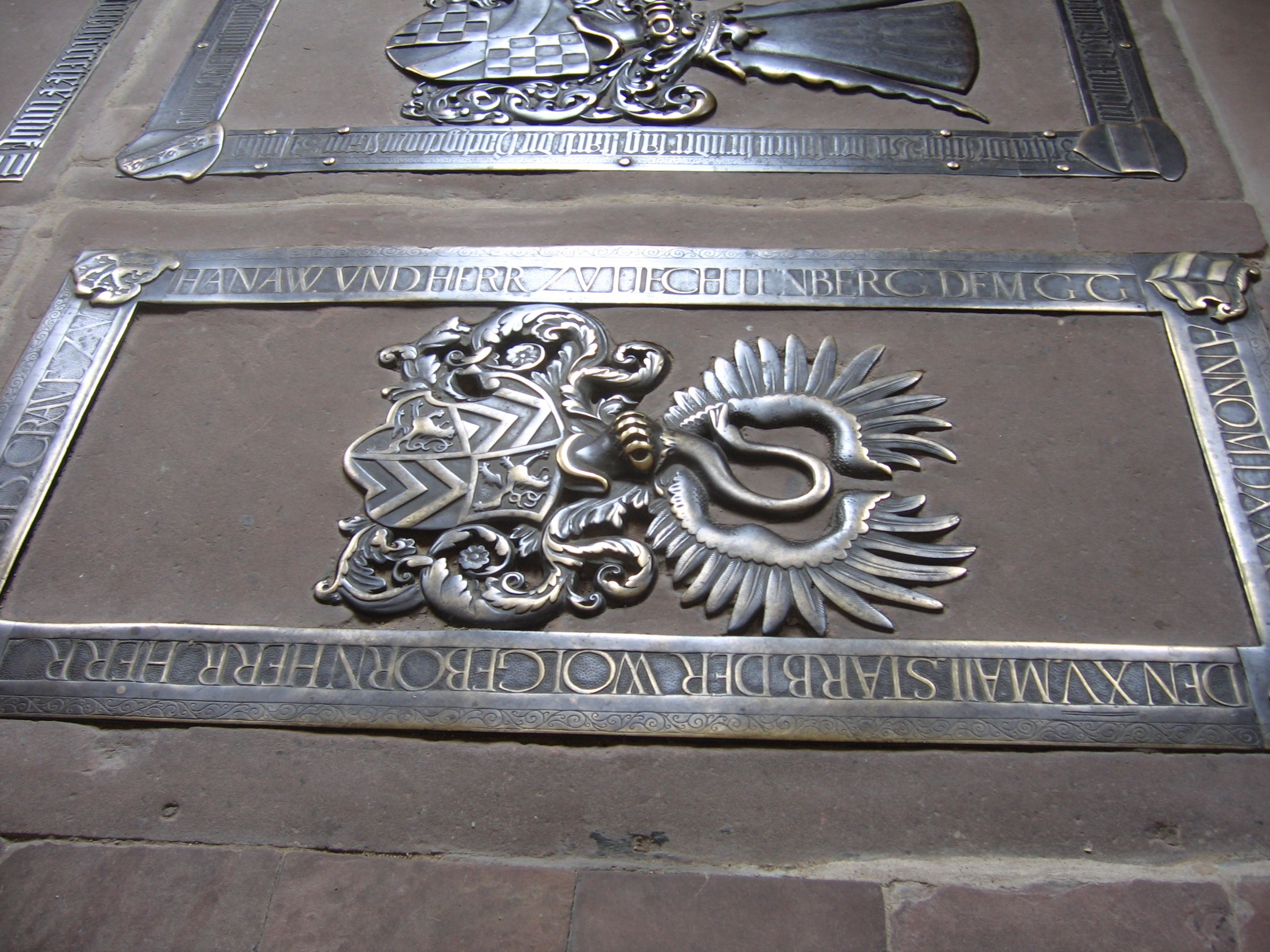
Dalle funéraire de Philippe III de Hanau-Lichtenberg
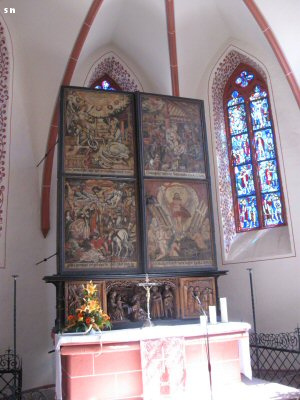
Le retable fermé
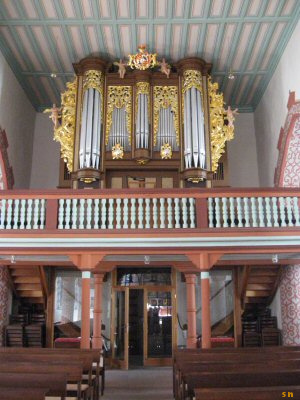
L'orgue
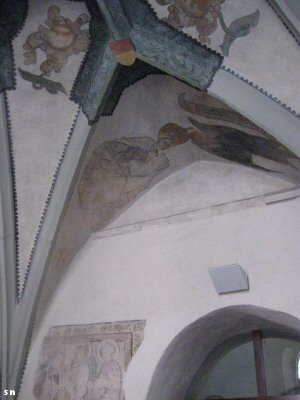
La sacristie, ancienne chapelle latérale